# Phidolopora pacificoidea
Phidolopora pacificoidea är en mossdjursart som beskrevs av Liu 200. Phidolopora pacificoidea ingår i släktet Phidolopora och familjen Phidoloporidae. Inga underarter finns listade i Catalogue of Life.